# Démonmester
A Démonmester (Lord Loss) az első regény Darren Shan Démonvilág könyvsorozatában. A könyv először Angliában és Írországban jelent meg ( 2005. június 6.), ma már 15 országban fut. Az új könyvek először mindig Angliában és Írországban jelennek meg, jelenleg a sorozatot már lezárta a Hell' Heroes nevű könyvével.

## Magyarul
- Démonmester; ford. F. Nagy Piroska; Móra, Bp., 2005 (Démonvilág, 1.)

## Cselekmény
Az első kötetben megismerkedünk Grubitsh Grady-vel, de Grubbsnak szereti szólíttatni magát.
A történet elején szobafogságba küldik, mivel cigizik, a nővére (Gretelda) köpi be, cserébe Grubbs patkányok beleit használva áll bosszút Greten. Az eredménye, hogy egy újabb hónap szobafogságot kap. Pár héttel korábban elengedik a szobafogságból. Az édesapja (Cal) elküldi a fia nagynénjéhez, mivel úgy gondolja, hogy nem szeretne balettra menni. Grubbs furcsállja az egész ügyet, majd hazamegy. Otthon rettentő forróságot érez a szülei szobájából, családtagjainak részeit a szoba több különböző pontján találja meg. Ekkor ismerkedik meg a félelmetes Vész herceggel, a Démonmesterrel (több démonmester is van, de a könyvben így is hivatkoznak rá) és két hű csatlósával is, Artériával és Venával.